# Giampiero Gloder
Giampiero Gloder (15 de maio de 1958) é um diplomata e prelado italiano da Igreja Católica que trabalhou no serviço diplomático da Santa Sé em 1993. Ele foi nomeado Núncio Apostólico em Cuba em outubro de 2019, depois de servir como presidente da Pontifícia Academia Eclesiástica desde 2013 e Vice-Camerlengo da Santa Igreja Romana de 2014 a 2019.

## Biografia
Gloder nasceu no município de Asiago, na província italiana de Vicenza. Foi ordenado sacerdote para a Diocese de Pádua em 4 de junho de 1983. Estudou teologia dogmática na Pontifícia Academia Eclesiástica e depois entrou para o serviço da Santa Sé em 1 de julho de 1993. Trabalhou na Guatemala até 1995, onde foi chamado de volta a Roma. Ele foi promovido a primeiro secretário em 1997, conselheiro de 2 ª classe em 2001 e conselheiro de primeira classe em 2005. Ele foi nomeado como chefe de gabinete para assuntos especiais.
Em 21 de setembro de 2013, foi nomeado presidente da Pontifícia Academia Eclesiástica, sucedendo o arcebispo Beniamino Stella, nomeado prefeito da Congregação para o Clero . Ele também foi nomeado arcebispo titular de Telde e consagrado como bispo pelo Papa Francisco em 24 de outubro de 2013.
Em setembro de 2014, foi nomeado membro da Congregação para a Evangelização dos Povos . Em 20 de dezembro de 2014, o Papa Francisco nomeou-o vice-Camerlengo da Santa Igreja Romana.
Em 11 de outubro de 2019, o Papa Francisco o nomeou núncio apostólico em Cuba.
Em 23 de fevereiro de 2024, foi transferido para a nunciatura apostólica da Romênia e Moldávia.